# Мірьонки
Мірьо́нки (рос. Мирёнки, чув. Мирёнки) — село у складі Алатирського району Чувашії, Росія. Адміністративний центр Мірьонського сільського поселення.
Населення — 665 осіб (2010; 825 у 2002).
Національний склад:
- росіяни — 100 %